# پرنگ آندر مور
پرنگ آندر مور (به آلمانی: Pernegg an der Mur) یک منطقهٔ مسکونی در اتریش است که در بروک مورتسوچلاگ واقع شده‌است. پرنگ آندر مور ۸۶٫۰۵ کیلومتر مربع مساحت دارد ۴۶۴–۱٬۶۸۳ متر بالاتر از سطح دریا واقع شده‌است.